# City of Benares
Die City of Benares war ein 1936 in Dienst gestelltes Passagierschiff der britischen Reederei Ellerman Lines, das Passagiere und Fracht von Liverpool zunächst nach Bombay und später nach Kanada brachte. Am 18. September 1940 wurde der Ozeandampfer im Nordatlantik von einem deutschen U-Boot versenkt. 248 Menschen kamen ums Leben, darunter 77 britische Kinder, die im Rahmen eines von der britischen Regierung initiierten Programms nach Kanada evakuiert werden sollten. Die Versenkung der City of Benares im Zusammenhang mit dem Tod der vielen Kinder sorgte für einen weltweiten Aufschrei der Entrüstung, wie er schon im Ersten Weltkrieg im Fall der Lusitania vorgekommen war.

## Das Schiff
Das 11.081 BRT große Dampfschiff City of Benares wurde auf der Werft Barclay, Curle and Company im Glasgower Stadtteil Whiteinch gebaut und lief am 5. August 1936 vom Stapel. Der Passagier- und Frachtdampfer war 148,16 Meter lang, 19,08 m breit und hatte einen maximalen Tiefgang von 9,35 m. Im Oktober 1936 wurde das Schiff fertiggestellt und am 7. Dezember 1936 ging es auf Jungfernfahrt.
Das Schiff wurde von drei ölbeheizten Dampfturbinen von Cammell, Laird & Company angetrieben, deren 1.450 PS auf einen einzelnen Propeller wirkten und eine Geschwindigkeit von 15 Knoten (27,8 km/h) ermöglichten. Das Rufzeichen der City of Benares war GZBW. Der Dampfer konnte 219 Passagiere aufnehmen und wurde in Friedenszeiten von einer 209-köpfigen Besatzung betrieben. Benannt wurde sie nach der Stadt Varanasi (damals Benares) im nordindischen Bundesstaat Uttar Pradesh.
Die City of Benares gehörte der Ellerman Lines, einer 1892 gegründeten britischen Reederei mit Sitz in London, deren Passagier- und Frachtschiffe hauptsächlich die Routen des kommerziellen Schiffsverkehrs in den Mittelmeerraum, den Nahen Osten und nach Indien bedienten. Die City of Benares fuhr vor dem Zweiten Weltkrieg auf der Route Liverpool–Bombay.

## Versenkung

### Abfahrt im Konvoi
Am Freitag, dem 13. September 1940 legte die City of Benares in Liverpool unter dem Kommando von Kapitän Landles Nicoll (51) zu einer weiteren Transatlantiküberfahrt ab. Ziele waren Quebec und Montreal. Im Gegensatz zu den meisten anderen britischen Passagierschiffen war sie nicht von der britischen Regierung requiriert und zum Truppentransporter oder Lazarettschiff umgebaut worden. Sie bediente weiterhin den transatlantischen Passagierservice.
Die City of Benares war das Flaggschiff des Konvois OB-213, der aus insgesamt 19 Schiffen bestand. Sie hatte den Kommodore des Geleitzugs, Rear Admiral Edmond Julius Gordon Mackinnon, und seinen fünfköpfigen Stab an Bord. Begleitet wurde der Konvoi vom Zerstörer HMS Winchelsea der Royal Navy. Die City of Benares fuhr im Zentrum des Konvois, dessen größtes Schiff sie war. An Bord befanden sich insgesamt 406 Personen (209 Besatzungsmitglieder, 191 Passagiere und sechs begleitende Seeleute des Konvois). Unter den 191 Passagieren auf dieser Fahrt befanden sich unter anderen:
- Ruby Grierson, britische Dokumentarfilmregisseurin und -produzentin (London Wakes Up), Schwester von John Grierson (kam ums Leben)
- Colonel James Baldwin-Webb, Parlamentsabgeordneter des Bezirks Telford and Wrekin in der Grafschaft Shropshire (kam ums Leben)
- John Percival Day, kanadischer Wirtschaftsexperte, Professor an der McGill University in Montreal (überlebte)
- Monika Mann, deutsche Schriftstellerin, Tochter von Thomas Mann (sie überlebte); ihr Ehemann, der Kunsthistoriker Jenő Lányi, kam ums Leben.
- Rudolf Olden, deutscher Rechtsanwalt und Journalist (kam ums Leben)
- Zygmunt Graliński, polnischer Diplomat und Parlamentsabgeordneter (kam ums Leben)
- Arthur Wimperis, britischer Liedtexter und Drehbuchautor (überlebte)
- Anthony Quinton, späterer britischer Politiker, mit seiner Mutter Letitia (beide überlebten)
- Henry Digby Morton, britischer Modedesigner, mit seiner Ehefrau, der Modejournalistin Phyllis Digby Morton (beide überlebten)
- Bohdan Nagórski, polnischer Schiffsmagnat, Generaldirektor der Gdynia America Line, ehemaliger Hafenverwalter der Freien Stadt Danzig (überlebte)

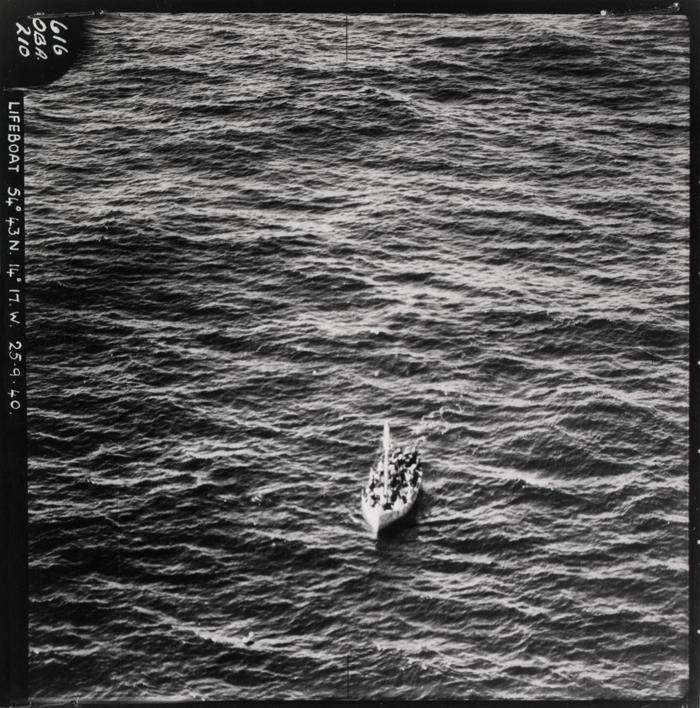
Ein Rettungsboot der City of Benares aus der Luft fotografiert (25. September 1940)

Zu den Passagieren gehörte auch eine Gruppe von 90 Kindern, die im Rahmen des Children’s Overseas Reception Board (CORB) nach Kanada geschickt wurden. CORB war ein im Juni 1940 von der britischen Regierung auf den Weg gebrachtes Programm, das Kinder während des Kriegs ins sichere Ausland evakuieren sollte. Bis zur Versenkung der City of Benares waren bereits über 2600 britische Kinder nach Kanada, Australien, Südafrika und Neuseeland (Großbritanniens Dominions) gebracht worden. Die Kinder wurden von einer zehnköpfigen Gruppe von Lehrerinnen, Krankenschwestern und zwei Geistlichen begleitet, die von Marjorie Elizabeth Day (53), der Leiterin der Wycombe Abbey School, einer Privatschule in High Wycombe, angeführt wurde.

### Der Angriff
Am Abend des 16. September verließ die Winchelsea den Konvoi, da sie zu einem anderen Einsatz als Geleitschutz abgerufen wurde. Der Konvoi löste sich daraufhin auf. Einen Tag später, am 17. September nach Einbruch der Dunkelheit, wurde die City of Benares vom deutschen U-Boot U 48 unter Kapitänleutnant Heinrich Bleichrodt gesichtet. Das Schiff befand sich bereits etwa 600 Seemeilen vom Land entfernt und dampfte etwa 250 Seemeilen südwestlich des Rockall-Felsens durch schwere See und heftige Böen der Stärke 5.
Nach dem Abendessen hatten sich die meisten Passagiere zurückgezogen, einige hielten sich aber auch noch im Rauchsalon und in den Bars des Schiffes auf. Um 23:45 Uhr feuerte U 48, das sich auf seiner achten Feindfahrt befand, ohne Vorwarnung zwei Torpedos auf das Passagierschiff, die beide ihr Ziel verfehlten. Um 00:01 Uhr am 18. September ließ Bleichrodt einen dritten Torpedo feuern, der die City of Benares an Backbord in der Nähe des Hecks traf. Eine schwere Detonation erschütterte den Dampfer, der sofort nach Backbord absackte, sodass sich an Bord Geschirr und Möbel in Bewegung setzten. Die Rettung verlief problematisch: Die Rettungsboote auf der Steuerbordseite konnten nicht gefiert werden, da diese Seite des Schiffs hoch in die Luft ragte und die Boote gegen den Rumpf schrammten. Die Boote auf der Backbordseite schwangen weit aus, sodass eine große Kluft zwischen den Booten und dem Deck entstand. Mehrere Boote stürzten ab, weil sich Seile lösten oder sie zu schnell gefiert wurden. Viele Passagiere wurden durch die stürmischen Wellen von der Backbordseite gespült, die sich nach kurzer Zeit auf gleicher Höhe mit der Wasseroberfläche befand.

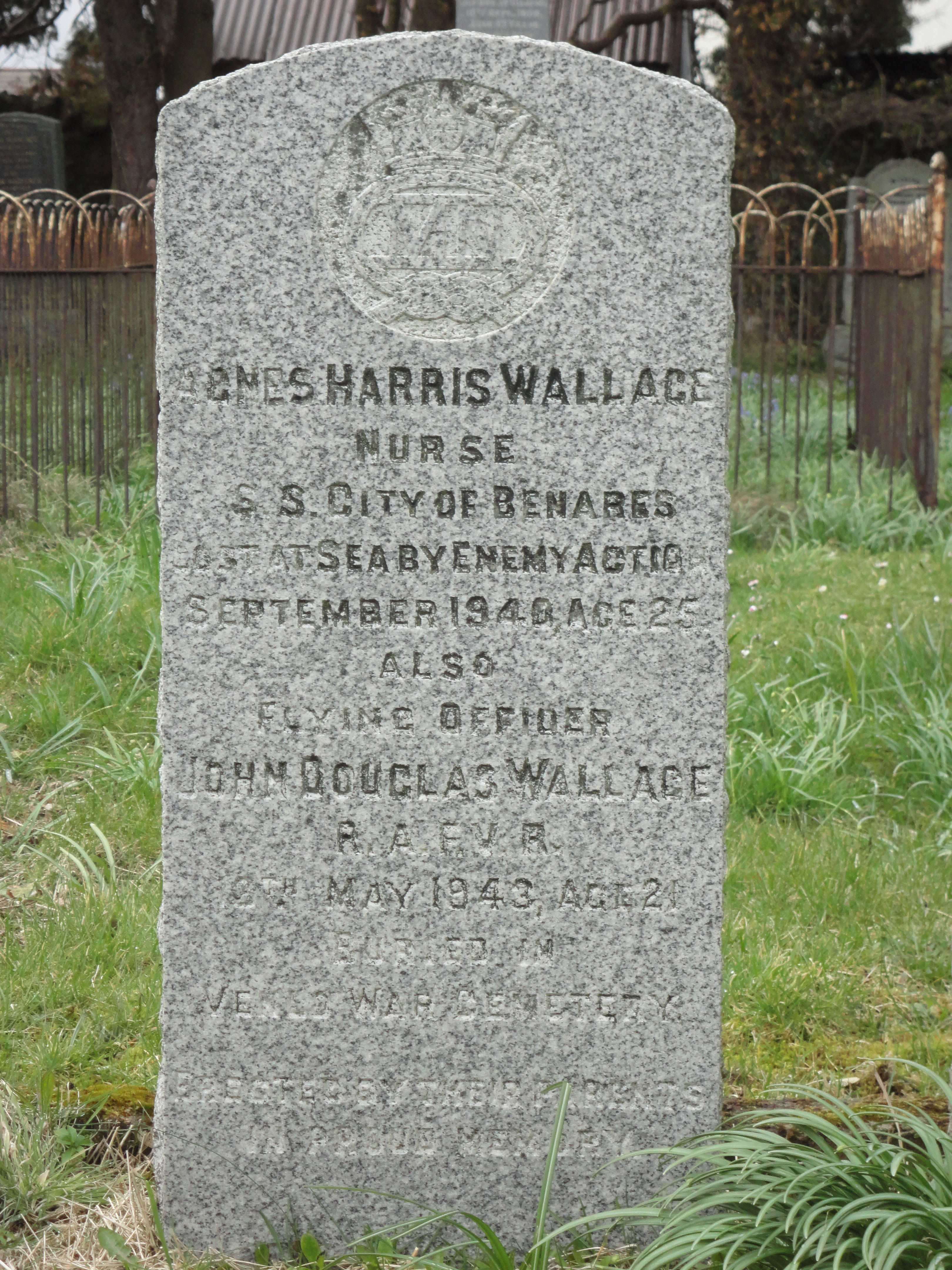
Ullapool, Gedenkstein für A. H. Wallace, beim Untergang der City of Benares umgekommen

Etwa 30 Minuten nach dem Angriff ging die City of Benares mit dem Heck voran auf der Position 56° 48′ N, 21° 15′ W unter. 248 Menschen kamen bei dem Untergang ums Leben, darunter 121 Besatzungsmitglieder, die sechs Eskortmitglieder und 121 Passagiere. Von den 90 Kindern des Rettungsprogramms starben 77. 158 Menschen überlebten: 88 Besatzungsmitglieder und 70 Passagiere, darunter 13 Kinder. Unter den Mannschaftsmitgliedern, die nicht überlebten, waren der Kapitän, der Zweite Offizier Hugh Asher, die Chefstewardess Christina Sharp Cook und der Leitende Funkoffizier Alister Fairweather.
Da die City of Benares in einem sehr entlegenen Gebiet unterging, dauerte es einige Zeit, bis Rettung eintraf. Erst gegen Mittag des 18. September traf die Hurricane, ein Zerstörer der Royal Navy, am Unglücksort ein. Sie rettete etwa 100 der Überlebenden des Ozeandampfers und brachte sie in die westschottische Hafenstadt Greenock. Das Rettungsboot Nr. 12, das 46 Überlebende an Bord hatte und vom Vierten Offizier Ronald Mitchell Cooper kommandiert wurde, driftete weit ab und wurde erst acht Tage später von dem Zerstörer Anthony gefunden. In diesem Rettungsboot befanden sich auch sechs Kinder des CORB-Programms, die während dieser Zeit von der Londoner Musiklehrerin und Pianistin Mary Cornish und von dem katholischen Pfarrer Roderick O’Sullivan betreut worden waren. Mary Alice Clara Cornish (1899–1946) wurde im Januar 1941 mit dem  Order of the British Empire ausgezeichnet.
Der Untergang der City of Benares sorgte dafür, dass das Rettungsprogramm des Children’s Overseas Reception Board eingestellt wurde. Einen weiteren Fall wie den der City of Benares wollte die britische Regierung nicht verantworten. Die letzte Fahrt der City of Benares ist der Hintergrund des 1997 erschienenen Romans Wish Me Luck von James Heneghan, welcher 1998 mit dem Literaturpreis Sheila A. Egoff Children’s Literature Prize ausgezeichnet wurde.

## Ähnliche Fälle
Weitere britische Passagierschiffe, die im Zweiten Weltkrieg von deutschen U-Booten versenkt wurden:
- Athenia, 1939 (112 Tote)
- Empress of Britain, 1940 (45 Tote)
- Oropesa, 1941 (106 Tote)
- Britannia, 1941 (249 Tote)
- Avila Star, 1942 (84 Tote)
- City of Cairo, 1942 (104 Tote)
- Ceramic, 1942 (655 Tote)

Die Volendam, ein Turbinenschiff (Bj. 1922) der Holland-America Line, erhielt am 30. August 1940 einen Torpedotreffer und konnte noch einen Hafen erreichen.